# Кастро, Освальдо
Осва́льдо Ка́стро Пела́йо (исп. Osvaldo Castro Pelayo; 14 апреля 1947, Копьяпо) — чилийский футболист, нападающий. Участник чемпионата мира 1974, однако весь турнир просидел в запасе сборной Чили.

## Карьера

### В сборной
В сборной Чили Освальдо Кастро дебютировал 30 ноября 1966 года в отборочном матче к чемпионату Южной Америки 1967 года со сборной Колумбии, в том матче, завершившимся со счётом 5:2, Кастро забил два гола. В составе сборной Кастро принял участие в чемпионате мира 1974 года и чемпионате Южной Америки 1967 года. Свой последний матч за сборную Кастро сыграл в отборочном турнире к чемпионату мира 1978 года против сборной Перу 26 марта 1977 года, тот матч чилийцы проиграли со счётом 0:2, из-за чего не смогли выйти в финальный турнир. Всего же за сборную Кастро сыграл 28 официальных матчей, в которых забил 7 голов.
| №  | Дата            | Соперник  | Счёт | Голы | Турнир                       |
| 1  | 30 ноября 1966  | Колумбия  | 5:2  | 2    | Отборочный матч к ЧЮА 1967   |
| 2  | 11 декабря 1966 | Колумбия  | 0:0  | -    | Отборочный матч к ЧЮА 1967   |
| 3  | 18 января 1967  | Венесуэла | 2:0  | -    | Чемпионат Южной Америки 1967 |
| 4  | 22 января 1967  | Парагвай  | 4:2  | -    | Чемпионат Южной Америки 1967 |
| 5  | 26 января 1967  | Уругвай   | 2:2  | -    | Чемпионат Южной Америки 1967 |
| 6  | 28 января 1967  | Аргентина | 0:2  | -    | Чемпионат Южной Америки 1967 |
| 7  | 1 февраля 1967  | Боливия   | 0:0  | -    | Чемпионат Южной Америки 1967 |
| 8  | 15 августа 1967 | Аргентина | 1:0  | -    | Товарищеский матч            |
| 9  | 8 ноября 1967   | Аргентина | 3:1  | -    | Товарищеский матч            |
| 10 | 13 декабря 1967 | Венгрии   | 4:5  | 1    | Товарищеский матч            |
| 11 | 16 декабря 1967 | СССР      | 1:4  | -    | Товарищеский матч            |
| 12 | 27 ноября 1968  | Аргентина | 0:4  | -    | Кубок Карлоса Диттборна      |
| 13 | 4 декабря 1968  | Аргентина | 2:1  | -    | Кубок Карлоса Диттборна      |
| 14 | 22 марта 1970   | Бразилия  | 0:5  | -    | Товарищеский матч            |
| 15 | 26 марта 1970   | Бразилия  | 1:2  | 1    | Товарищеский матч            |
| 16 | 4 октября 1970  | Бразилия  | 1:5  | -    | Товарищеский матч            |
| 17 | 14 июля 1971    | Парагвай  | 3:2  | 2    | Товарищеский матч            |
| 18 | 21 июля 1971    | Аргентина | 2:2  | -    | Товарищеский матч            |
| 19 | 4 августа 1971  | Аргентина | 0:1  | -    | Товарищеский матч            |
| 20 | 8 августа 1971  | Парагвай  | 0:2  | -    | Товарищеский матч            |
| 21 | 18 августа 1971 | Перу      | 1:0  | -    | Товарищеский матч            |
| 22 | 29 апреля 1973  | Перу      | 0:2  | -    | Отборочный матч к ЧМ 1974    |
| 23 | 13 мая 1973     | Перу      | 2:0  | -    | Отборочный матч к ЧМ 1974    |
| 24 | 12 мая 1974     | Ирландия  | 1:2  | -    | Товарищеский матч            |
| 25 | 27 февраля 1977 | Эквадор   | 1:0  | -    | Отборочный матч к ЧМ 1978    |
| 26 | 6 марта 1977    | Перу      | 1:1  | -    | Отборочный матч к ЧМ 1978    |
| 27 | 20 марта 1977   | Эквадор   | 3:0  | 1    | Отборочный матч к ЧМ 1978    |
| 28 | 26 марта 1977   | Перу      | 0:2  | -    | Отборочный матч к ЧМ 1978    |

Итого: 28 матчей / 7 голов; 11 побед, 5 ничьих, 12 поражений.

## Достижения

### Командные
Сборная Чили
- Бронзовый призёр чемпионата Южной Америки: 1967

 «Америка» (Мехико)
- Серебряный призёр чемпионата Мексики: 1972
- Обладатель Кубка Мексики: 1974

### Личные
- Лучший бомбардир чемпионата Чили: 1970 (36 голов)
- Лучший бомбардир чемпионата Мексики: 1974 (26 голов)
- 6-е место в списке лучших бомбардиров чемпионата Мексики за все времена: 217 голов